# Сабило, Иван Иванович
Иван Иванович Сабило (род. 22 апреля 1940 года, Минск) — русский писатель белорусского происхождения. Из старинного дворянского рода Сабило (Гербовник Витебского дворянства 1785 по 1900, герба Рудница. Пра-пращур Иван Сабила — начальник казачьих войск Великого Княжества Литовского при князе Витовте). Заслуженный работник культуры РФ (2003).

## Биография
Отец — Сабило Иван Яковлевич (1908—1962), преподаватель спец технологии, мастер производственного обучения Минского железнодорожного училища. Мать — Сабило Клавдия Николаевна (1914—2013), служащая архива.
Учился в железнодорожном училище, занимался хореографией и боксом. В юности переехал в Ленинград, окончил техникум физической культуры и спорта, затем Ленинградский институт физической культуры им. П. Ф. Лесгафта. Был победителем одного из первенств Северной столицы по боксу. Работал преподавателем в системе Профтехобразования, в ВВМУ им. Фрунзе (ныне Морской корпус Петра Великого), литсотрудником в ленинградских газетах и журналах. Первый рассказ опубликовал в журнале «Неман» (1964). Первая книга «Пробуждение» вышла в Ленинграде (1977), по ней Лентелевидение поставило двухсерийный фильм-спектакль с тем же названием (в ролях Марина Левтова, Нина Мамаева, Павел Панков и др.). Член Союза писателей СССР и России с 1982 года. В 1988—1990 гг. был партийным секретарём Ленинградской писательской организации, добился отмены Постановления ЦК ВКП(б) от 14.08.46 г. о журналах «Звезда» и «Ленинград». В 1992—2005-х гг. руководил Санкт-Петербургской писательской организацией Союза писателей России. Создал и возглавил газету «Литературный Петербург» (1998). В 2004—2006 гг. входил в Общественный совет Санкт-Петербурга. В 2006 г. по семейным обстоятельствам переехал в Москву. С марта 2006 по сентябрь 2009 г. был заместителем председателя Исполкома Международного сообщества писательских союзов (председатель — С. В. Михалков). Переводил с белорусского поэзию В. Зуёнка, С. Законникова, В. Морякова, А. Письменкова; прозу А. Кирвеля, П. Приходько, И. Чигринова и др. Произведения Ивана Сабило переводились на белорусский, сербский, немецкий, китайский язык. На сегодняшний День И. Сабило является автором более двух десятков книг прозы, из них 6 романов..

### Семья
Женат на выпускнице Ленинградского технологического института им. Ленсовета Галине Фёдоровне Сабило (1939—2018). Отец двух дочерей: старшая, Вера — сотрудница Петербургского телевидения; младшая, Ольга — кандидат экономических наук, сотрудница банка. Внучки — Мария и Кира.

## Творчество
Первое произведение опубликовал в 1964 году в журнале «Нёман». Печатался в журналах «Аврора», «Костёр», «Нева», «Немига литературная», «Москва», «Наш современник», «Беларуская думка», «Форум», «Кругозор», «Роман-журнал XXI век», «Невский альманах», «К единству», «Русский мир», «Медный всадник» и др. В сборниках «Дружба», «Точка опоры», «Не ради славы», «Рассказы ленинградских-петербургских писателей», «Проза современных петербургских писателей», «Русская проза XXI век» и др. Статьи, рассказы публиковались в «Литературной газете», «Литературной России», «Литературном Петербурге», «Санкт-Петербургских ведомостях», «Правде» и др. Придерживается, в основном, традиционного, реалистического направления в литературе. Виктор Кречетов в послесловии к его роману «Возвращение „Гардарики“» сказал: «Иван Сабило — писатель жизне-строительного мышления, он созидатель по природе своей. Он не из тех писателей-диагностов, которые своей главной задачей считают умение поставить диагноз общественной болезни и ради этого так порой распишут саму болезнь, что и жить станет тошно».
Особая черта писателя — он больше всего на свете любит детей; в его произведениях, как правило, присутствует это великое двуединство — отцы и дети, учителя и ученики, преподаватели и студенты. На сегодня его самое значительное по объёму и по содержанию произведение — роман «Открытый ринг». «Лирическая, исповедальная интонация наполняет страницы книги. Секрет её свежести, задушевности и чистоты, наверное, в том и состоит, что автор не скрывается под маской лирического героя, открыто пишет о времени и о себе… В полемике с Довлатовым он ставит вопрос о „межняках“, объясняя, кто это такие, особенно „международные межняки“. Их главное правило — собственные меркантильные интересы выдавать за дела и связи целых государств и народов. То есть, не море соприкасается с морем, а пена одного моря с пеной другого. И эта пена с помощью средств массовой информации, нашпигованных такими же межняками, кричит, к собственной выгоде, что это и есть контакты морей. Они же умело, математически расчётливо, создают общественное мнение о народах: этот народ „нормальный“, а этот — „ненормальный“, если всё ещё не смирился. И стараются самым свирепым образом подавить тех, кто ведёт дело к разоблачению властолюбивой, хищнической сути межняков…» (Олег Дорогань: «Уцелевшее зеркало поколения», «День литературы», 2002).
Член редколлегий журналов «Новая Немига литературная» (Минск); «Невский альманах», «На русских просторах» (Санкт-Петербург).

## Экранизация книг
- 1977 — «Пробуждение», двухсерийный фильм-спектакль Лентелевидения по одноимённой повести (в ролях: М. Левтова, Н. Мамаева, П. Панков и др.)

## Радиопостановки
- 1980, Ленинградское радио. Радиопостановка «Саша Бородулин».
- 1985, Белорусское радио. Радиопостановка «Портфель для Настеньки».
- 1987, Белорусское радио. Радиопостановка «На станцию».
- 1988, Белорусское радио. Радиопостановка «Претендент на победу».
- 2010, 2011, Радио России. («Детское радио»), радиоспектакль «День первой встречи».

## Награды и звания
- 1980 — Диплом Всесоюзного литературного конкурса имени Н. Островского на лучшее произведение о молодёжи (книга "Показательный бой")
- 1997 — Премия имени Валентина Пикуля Международной ассоциации писателей баталистов и маринистов.
- 2002 — Всероссийская литературная премия имени Фёдора Абрамова.
- 2003 — Премия Правительства Санкт-Петербурга в области литературы, искусства и архитектуры.
- 2021 — Лауреат Международной премии интеллектуальной литературы им. Александра Зиновьева
- 2003 — Звание «Заслуженный работник культуры РФ»
- 2000 — Медаль Министерства обороны РФ «За укрепление боевого содружества».
- 2003 — Медаль «В память 300-летия Санкт-Петербурга».
- 2005 — Медаль Министерства культуры РФ «100-летие М. А. Шолохова за гуманизм и служение России»
- 2006 — Медаль Академии российской словесности «Ревнителю просвещения»
- 2007 — Юбилейный знак «375 лет Якутии с Россией»
- 2010 — Памятный почётный знак Бауыржана Момыш-улы (Казахстан).
- 2011 — Медаль «За заслуги» Совета Национально-культурной автономии «Белорусы Москвы».
- 2023  - Медаль "Максiм Богдановiч" Союза писателей Беларуси
- 2024  - Медаль "100 лет ВЛКСМ" Совета Городов-героев стран СНГ
- Действительный член ряда общественных академий.

## Критика об Иване Сабило
- 1977. Филюшкина С. «Современный студент, каков он?», «ЛГ».
- 1982. Акимова А., Акимов В. «Текущая литература и круг чтения», «Детская литература».
- 1993. Топоров В. «На пепелище», «День литературы».
- 1997. Муриков Г. «После приговора», газ. «День литературы».
- 1999. Есин С. «Вместо рецензии» — о книге «Приговор», газ. «Литературный Петербург».
- 2000. Деревянко С. «Он верен себе и миру своих героев», «Петербург-классика».
- 2000. Кречетов В. «Как мало мы знаем друг друга», «Литературный Петербург».
- 2002. Дорогань О. «Уцелевшее зеркало поколения», «День литературы».
- 2002. Придиус П. «А жизнь — что ринг…», газ. «Кубанские новости».
- 2005. Вишневский А. «Адкрыццё свайго акіяна», «Беларуская думка» («Белорусская мысль»).
- 2005. Мартинович А. «Без корней сделаешься межняком», «Літаратура i мастацтва».
- 2006. Журавлёв С. (Рига) «Рыцарь пера и перчатки», «Земля русская».
- 2007. Аврутин А. «Адкрыты рынг Iвана Сабілы», «Літаратура и мастацтва».
- 2009. Лестева Т. ж-л «Аврора» № 6 «Встречи на Моховой» — о творческом вечере И. Сабило по выходу книги «День первой встречи».
- 2010. Кречетов В. Послесловие к роману И. Сабило "Возвращение «Гардарики».
- 2011. Муриков Г. «Лит. Рос.» № 44-45 в ст. «Сергей Довлатов. А ну-ка по-блатному!».
- 2015. Онанян Г. ж-л «Новая Немига литературная» ст. «Открытый ринг. открытое сердце»
- 2015. Замшев М. «ЛГ» ст. «Тихий мир» о новой книге И.Сабило «Голубиная почта».
- 2019. Замаратский П. ж-л «Невский альманах» № 4 ст. «На трёх китах» — о книге И. Сабило «Генерал и акушерка»
- 2020. Онанян Г. ж-л «Невский альманах» № 2. ст. «Открытый ринг. Открытое сердце».
- 2020. газ. «Книжная лавка писателей» ст. «На ринге искусства»
- 2020 Муриков Г. "О двух книгах Ивана Сабило" в книге "Период полураспада"
- 2021. Медведев А. ж-л «Невский альманах» № 1 — ст. «Алхимия души» о романе «Чистая сила»
- 2021. Овсянников В. ж-л «Невский альманах» № 1 — ст. «Живой источник» о романе «Чистая сила»
- 2021 Гордеева Ю. ж-л «Невский альманах» № 3 ст. "Отзыв на книгу Ивана Сабило «Генерал и акушерка»
- 2022 Кузьмина И. ж-л "Невский альманах" №5 ст. "Не пора ли нам делать добро?"
- 2024 Голубева С. ж-л "На русских просторах" № 3 ст. "Тысяча и один ответ" о книге И. Сабило ;Открытый урок"